# Escola Industrial do Marquês de Pombal

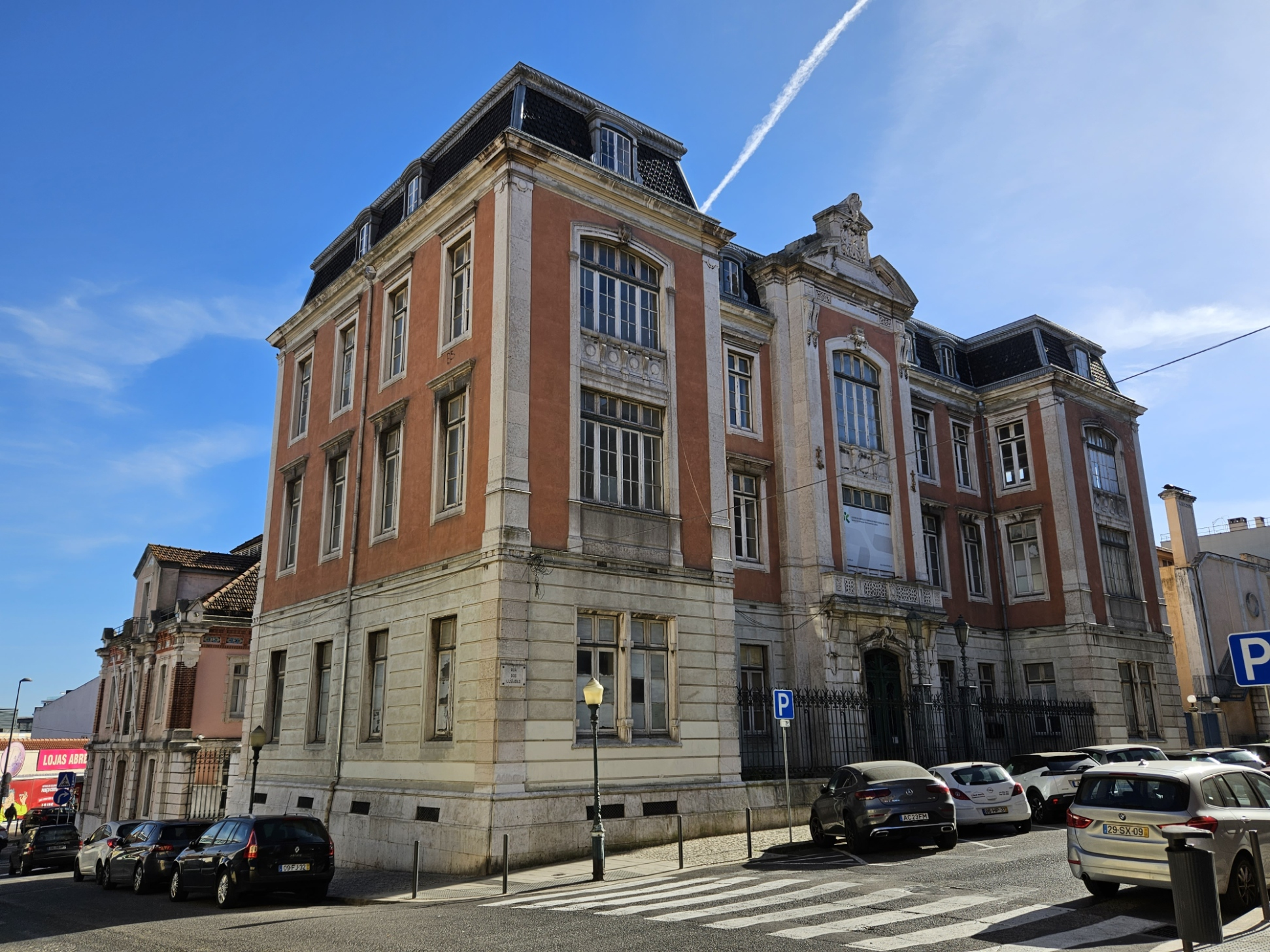
Antiga Escola Industrial do Marquês de Pombal

A Escola Industrial do Marquês de Pombal, hoje chamada Escola Secundária Fonseca Benevides, é uma instituição de ensino localizada em Alcântara, Lisboa, Portugal.
A escola está actualmente integrada no denominado Pólo de Educação e Formação Dom João de Castro, cujas instalações estão situadas na antiga Escola Secundária Dom João de Castro.
O edifício onde estiveram localizadas as suas instalações, com acessos para Rua dos Lusíadas, Rua Padre Adriano Botelho e Rua de Alcântara, está classificado como Imóvel de Interesse Público, desde 1984.